# Pombal (edifício)

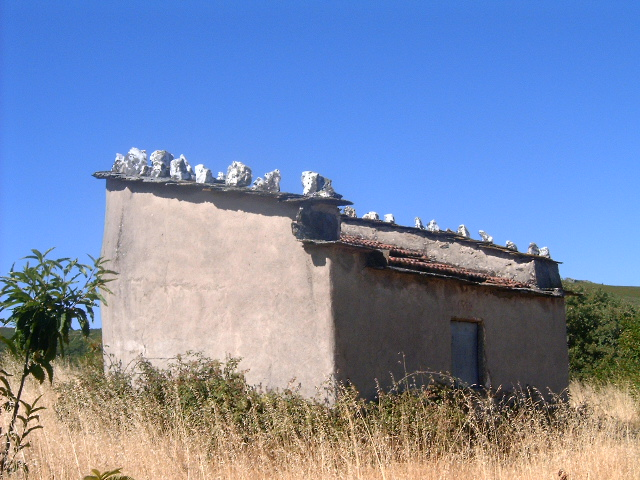
Pombal em Carragosa, Parque Natural de Montezinho.

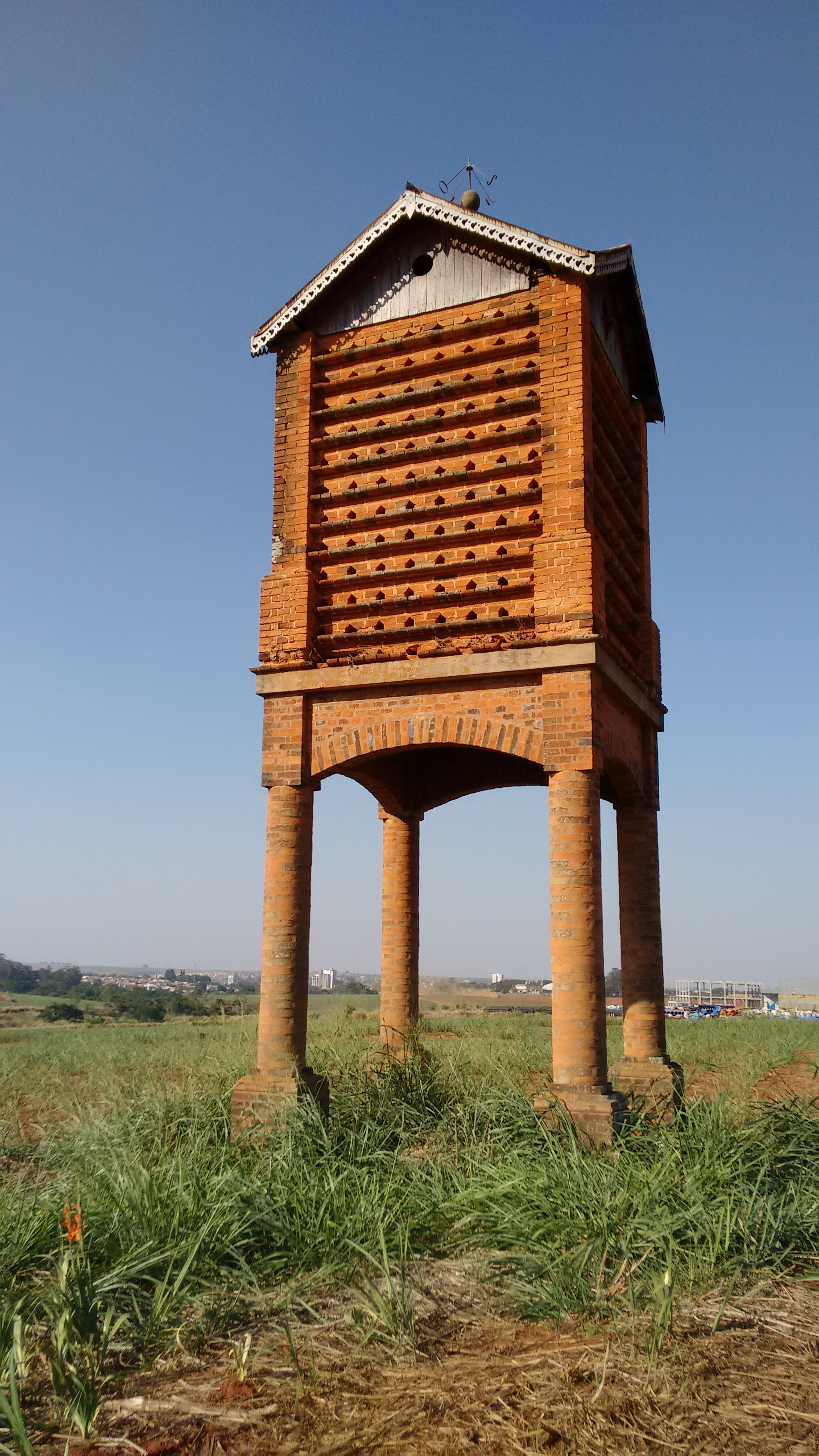
Pombal antigo em Leme, Estado de São Paulo.

Pombal é uma estrutura construída para albergar pombos.
No Brasil, além de servirem de abrigo para pombos, são também utilizados com finalidade decorativa em casas e praças. São construídos geralmente de concreto e de variadas formas.

## Pombal contracetivo
Para controlar a população de pombos nos grandes centros urbanos por vezes instalam-se pombais contracetivos. São locais para onde os animais são atraídos para porem os ovos, que depois são trocados por outros artificiais.
Desde 1997, pelo menos 70 cidades alemãs optaram por este sistema. Em França o primeiro pombal contracetivo foi instalado em 1995 em Chatillon. O projeto foi, então, replicado em Paris e inúmeras outras cidades.
Os palomares também eram muito utilizados na Pérsia, atual Irã, para coletar estrume para adubar as plantações. Vide https://es.123rf.com/photo_57082043_el-exterior-de-los-palomares-tradicionales-en-la-provincia-de-yazd-ir%C3%A1n-aves-en-persia-eran-fuente-imp.html
1. ↑  «Lisboa: Câmara vai instalar pombais contracetivos»